# Альмоарін
Альмоарін (ісп. Almoharín) — муніципалітет в Іспанії, у складі автономної спільноти Естремадура, у провінції Касерес. Населення — 2020 осіб (2010).
Муніципалітет розташований на відстані близько 240 км на південний захід від Мадрида, 44 км на південний схід від Касереса.

## Демографія
Динаміка населення (INE ):

## Галерея зображень

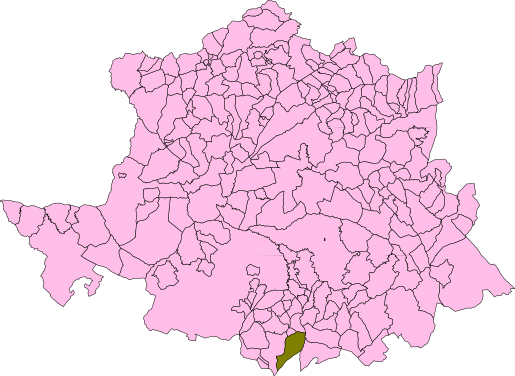
Розташування муніципалітету Альмоарін у провінції